# Barmen (Adelsgeschlecht)

Wappen derer von Barmen

Das Adelsgeschlecht Barmen hatte seinen Sitz auf der Feste Kellenberg im heutigen Jülicher Stadtteil Barmen. Vor dem Jahre 1597 trug diese Burg den Namen Barmen. Die Feste Kellenberg ist die Nachfolgerin einer Burg, die im Jahr 1352 durch den Markgrafen Wilhelm V. zerstört worden war. Diese befand sich auf dem Gelände des heutigen Eschenhofes. Trotz intensiver Bemühungen hatten sich die Ritter von Barmen der Übermacht des Jülicher Grafen ergeben müssen. Sie mussten die Einäscherung ihres Stammsitzes hinnehmen.
Das Geschlecht derer von Barmen galt sowohl als streitsüchtig als auch als reich. Ihr Wappen, ein silberner Schild, der durch einen schwarzen Querbalken geteilt ist und im Schildhaupt einen roten, rechts springenden, doppelschwänzigen Löwen trägt, entspricht dem Wappen derer von Engelsdorf.

## Emund von Barmen
Emund von Barmen († 1390) war Ritter und siegelte erstmals 1351. Er war mit Elisabeth von Goer verheiratet und hatte drei Kinder, von denen lediglich der Sohn Heinrich namentlich benannt ist.
Vom 2. Februar 1364 existiert eine Urkunde, in der Emund von Barmen von Johann IV. von Reifferscheid die Verwaltung der Burg Stolberg übernimmt. Er soll das „Haus in Stolberg sieben Jahre lang mit Abgaben, Renten, Pachten und Zinsen in Eigennutzung bewahren und beschirmen“. Emund erhielt die Auflage, sich so zu verhalten, als ob es sein Eigentum wäre. Die Urkunde sieht zwei Einschränkungen vor: Einnahmen aus dem Bleiberg und aus Setterich verbleiben bei Johann IV.von Reifferscheid.
Als weitere Auflage muss Emund jährlich in der Burg Stolberg 400 Gulden (Gegenwert von 22 Ochsen oder 47 Rindern) investieren. Als Gegenleistung sicherte Johann IV. zu, dass er nach 7 Jahren den investierten Betrag zurückzahlen werde. Sollte ihm dies nicht möglich sein, so würde Emund die Burg Stolberg erhalten. Zeuge dieses Vertrages ist Emunds Bruder Heinrich.
Emund wurde 1390 wegen Landfriedensbruch in Aachen hingerichtet. Emund war es, wie wahrscheinlich seinem Vater, nicht gelungen, seine Besitzungen an neue wirtschaftliche Herausforderungen anzupassen. Demnach sah er sich gezwungen, seinem finanziellen Ruin durch Raub entgegenzuwirken. Der Landesherr zu Jülich ließ ihn deshalb gefangen nehmen und in Aachen hinrichten. Der Raubritter Emunt hat sich im Volksmärchen „Der Versunkene Ritter“ in Barmen erhalten.
Kinder des Edmund von Barmen sind:
- Heinrich von Barmen: Er ist Sohn von Emund von Barmen und dessen Ehefrau Elisabeth von Goer. Es existieren Urkunden, die ihn in den Jahren 1393 und 1396 als Knappen ausweisen. In den Jahren 1402 bis 1410 verpfändet er Teile des elterlichen Erbes, am 10. Mai 1410 „Haus und Wohnung zu Barmen mit Hofstatt, Gräben und Dämmen“ an Wilhelm von Vlatten. Heinrich stirbt ohne Nachkommen.

- Tochter Emund von Barmens: Sie war mit Gerhard Myullaert von Hülhoven verheiratet. Aus dieser Ehe ging die Tochter Johanna hervor, die zuerst mit Ritter Wilhelm von Vlatten verheiratet war. 1428 heiratet sie Wilhelm von Wevelingen-After. Urkunden belegen beide als Besitzer der Feste Kellenberg.

## Heinrich von Barmen
Heinrich von Barmen ist der Bruder des Edmund von Barmen. Er ist Ritter und Urkunden weisen ihn 1354 neben Ritter Heinrich von Overbach aus. Dokumente aus dem Jahr 1361 zeigen ihn als Amtmann von Monschau. 1390 erklärt er, dass sein Bruder Emund von Barmen wegen Untaten auf Befehl des Herzogs von Jülich zu Aachen gefangen genommen und hingerichtet worden ist.